# Медушевський В'ячеслав В'ячеславович
В'ячеслав В'ячеславович Медушевский (1939, Москва) — радянський та російський музикознавець, педагог. Доктор мистецтвознавства, професор (1980) Московської консерваторії, Заслужений діяч мистецтв Росії.

## Творча біографія
1958 закінчив Центральну музичну школу при Московській консерваторії по класу скрипки.
1963 — закінчив теоретико-композиторський факультет Московської консерваторії (клас професора С. С. Скребкова)
1966 — закінчив аспірантуру Московської консерваторії, кандиданьська дисертація: «Будова музичного твору у зв'язку з його спрямованістю на слухача» (захищена 1971 року)
У 1980-х роках працював науковим керівником Проблемної науково-дослідної лабораторії Московської консерваторії, У 1988–1990 роках обіймав посаду декана та голови ради теоретико-композиторського факультету Московської консерваторії.
З 1980 був головою Всесоюзної навчально-методичної ради з вищої музичної освіти при Міністерстві культури СРСР.
З 1965 викладає на теоретико-композиторському факультеті Московської консерваторії, з 1978 року — доцент, з 1980 року — професор, веде курс аналізу музики.

## Погляди
В. Медушевський вважає, що «Росія — це стрижнева країна Православної цивілізації, яка поки що лишається духовним центром Землі». В той же час рок-музика на думку Медушевського «полегщує людині можливість вчинити вбивство дитини» У 2022 висловився у підтримку чинного президента Росії В. В. Путіна в такий спосіб:
|  | Президент Російської Федерації Володимир Володимирович Путін виконує місію утримувача, після якого (якщо не знайдеться гідного наступника) світ невпинно і з шаленим прискоренням покотиться до антихриста Оригінальний текст (рос.) Президент Российской Федерации Владимир Владимирович Путин выполняет миссию удерживающего, после которого (если не найдется достойного преемника) мир неостановимо и с бешеным ускорением покатится к антихристу |